# Torockói-hegység
A Torockói-hegység avagy Torockói-havasok (románul Munții Trascăului) az Erdélyi-szigethegység délkeleti része, az Erdélyi-érchegység északkeleti nyúlványa. Legmagasabb pontja a Dombó-csúcs (Vârful Dâmbâu, 1369 m).
Északkelet-délnyugat irányban húzódik. Főleg az Aranyos és a Maros völgye között fekszik, de északkeleti vége Tordától északra már a Mezőségre fut ki.
Sok völgy szeli át keresztirányban (pl. Tordai-hasadék, Túri-hasadék, nagyenyedi Kőköz).
Geológiailag az ofiolit-flis övhöz tartozik. Felső jurabeli mészkőből álló  lepusztult takarók alkotják vulkanikus jelenségek nélkül.

## Képgaléria

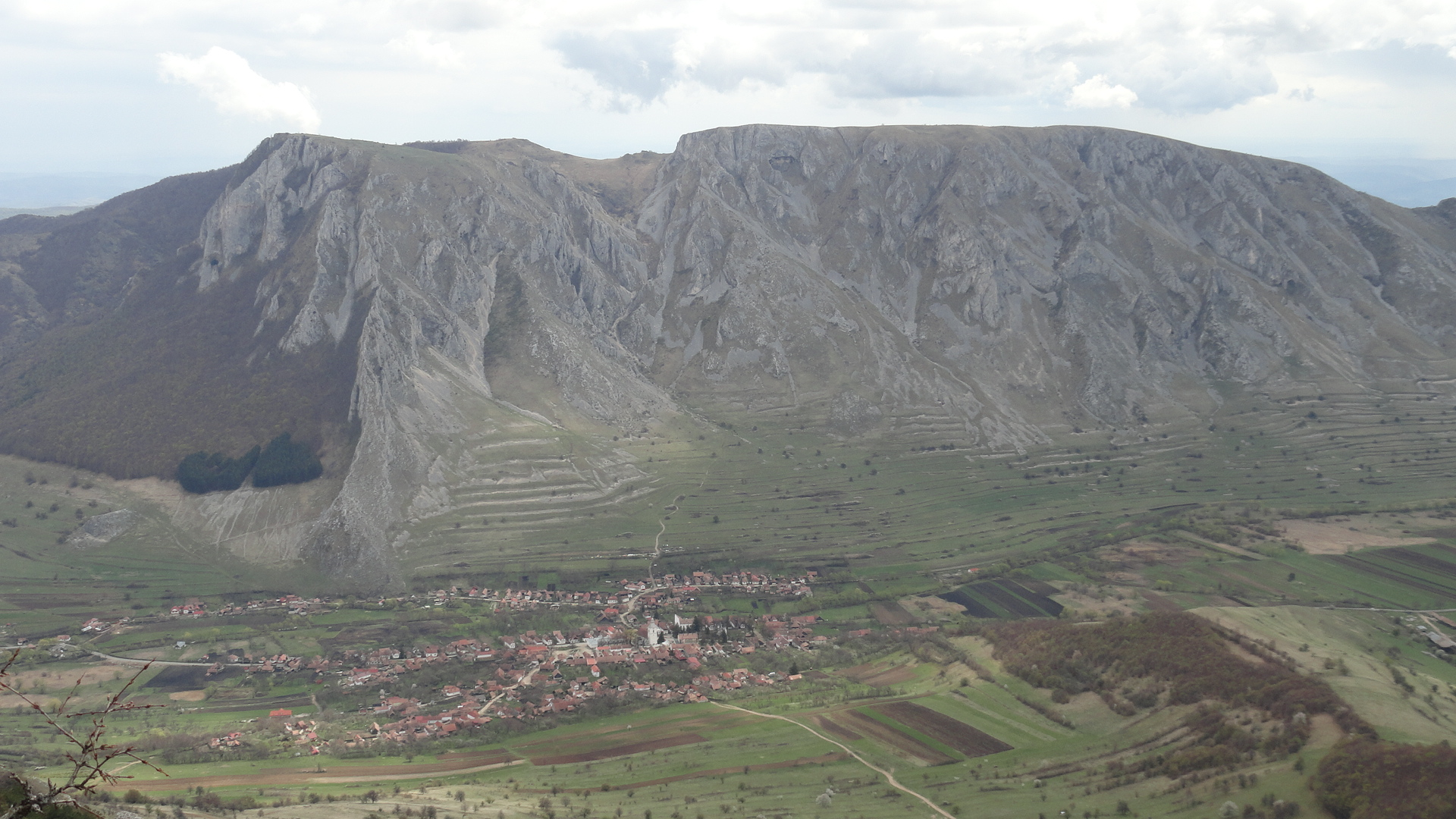
Torockó és a Székelykő
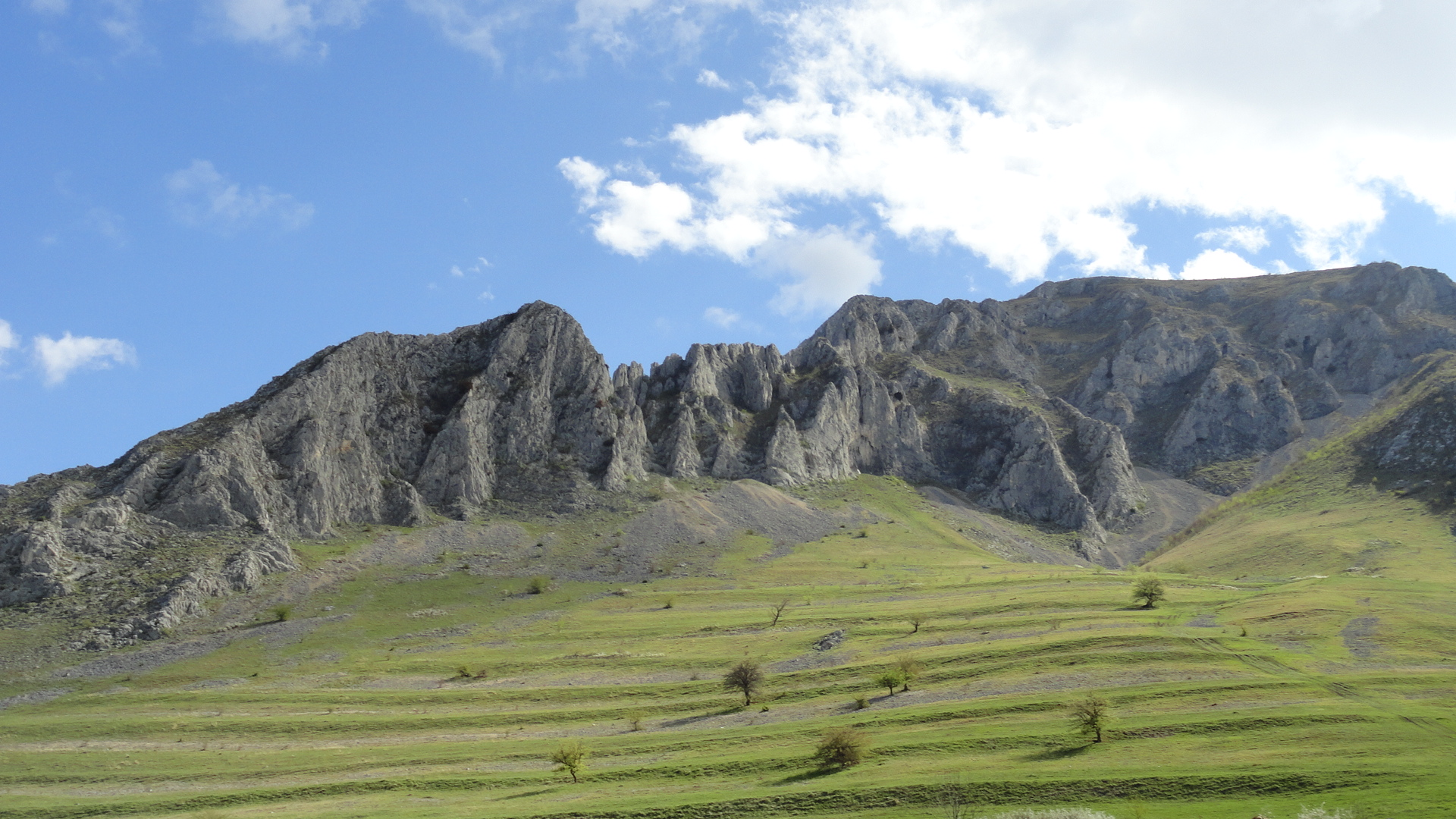
A Székelykő Torockó felől
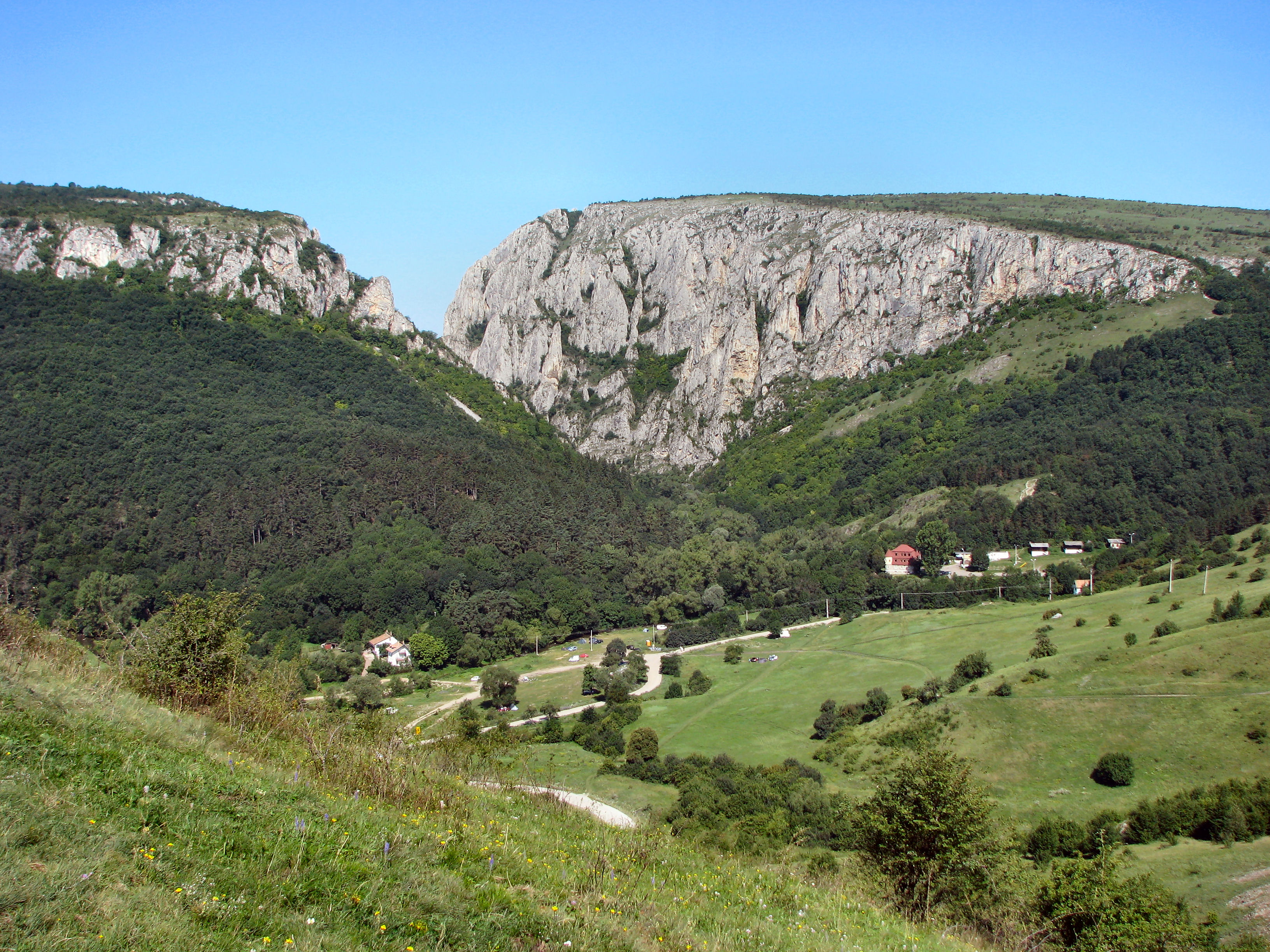
A Tordai-hasadék

## Lásd még
- Székelykő

## Külső hivatkozások
- A Torockói-havasokról
- A hegység északi részének turistatérképe (románul)
- Biciklitúra a Torockói-hegységben – Fotók, Panoramio.com